# Pokémon Diamante e Perla
Pokémon Versione Diamante (ポケットモンスター ダイヤモンド?, Poketto Monsutā Daiyamondo) e Pokémon Versione Perla (ポケットモンスター パール?, Poketto Monsutā Pāru) sono due videogiochi di ruolo della serie Pokémon per Nintendo DS, pubblicati in Giappone, da Nintendo, il 28 settembre 2006. Pokémon Platino, una versione aggiornata, è disponibile dal 2008 in Giappone e dal 2009 nel resto del mondo. I remake, intitolati Pokémon Diamante Lucente e Perla Splendente sono stati pubblicati per Nintendo Switch alla fine del 2021, mentre un prequel ambientato nella stessa regione, Leggende Pokémon: Arceus, è uscito all'inizio del 2022.
Ambientati nella regione nevosa di Sinnoh, ispirata all'Hokkaidō, Diamante e Perla (come i precedenti giochi della serie) raccontano le avventure di un giovane allenatore di Pokémon che si allena e combatte contro i Pokémon, contrastando allo stesso tempo i piani di un'organizzazione criminale chiamata Team Galassia. I giochi aggiungono molte nuove funzionalità, come l'utilizzo di Internet tramite la Nintendo Wi-Fi Connection, modifiche alle meccaniche di battaglia e le gare Pokémon, insieme all'aggiunta di 107 nuovi Pokémon. I giochi sono indipendenti l'uno dall'altro ma presentano in gran parte la stessa trama, e sebbene entrambi possano essere giocati separatamente, è necessario effettuate scambi tra le differenti versioni per completare il Pokédex dei giochi.
Lo sviluppo di Diamante e Perla è stato annunciato in una conferenza stampa Nintendo nel quarto trimestre del 2004. I giochi sono stati progettati pensando alle caratteristiche del Nintendo DS. Era previsto che sarebbero usciti in Giappone nel 2005, ma alla fine la pubblicazione è slittata al 2006, il decimo anniversario del franchise. Per promuovere i giochi, Nintendo ha venduto un Nintendo DS Lite in edizione limitata in Giappone e ha organizzato un evento per celebrare la loro uscita in Nord America.
I giochi hanno ricevuto recensioni generalmente favorevoli. La maggior parte dei critici ha elogiato l'aggiunta di funzionalità Wi-Fi e la grafica, e ha ritenuto che il gameplay, sebbene non avesse ricevuto molte variazioni rispetto ai giochi precedenti, fosse comunque coinvolgente. I giochi hanno avuto un maggior successo commerciale rispetto ai loro predecessori per Game Boy Advance: con circa 18 milioni di unità vendute in tutto il mondo, Diamante e Perla hanno venduto oltre 2 milioni di unità in più rispetto ai loro predecessori Pokémon Rubino e Zaffiro e quasi 6 milioni di unità in più rispetto a Pokémon Rosso Fuoco e Verde Foglia, e anche più dei loro successori, Pokémon Nero e Bianco, di oltre 2 milioni di copie. Sono pertanto tra i giochi Pokémon di maggior successo di tutti i tempi.

## Modalità di gioco

Schermata di battaglia tra Chimchar e Starly

In Pokémon Diamante e Perla le meccaniche di gioco non variano ma, grazie all'implementazione del touch screen, i comandi sono stati spostati nello schermo inferiore, rendendo più comoda la selezione delle mosse o degli strumenti rispetto ai tradizionali tasti direzionali.
Ogni titolo è ambientato esclusivamente nella nuova regione di Sinnoh, in cui sarà possibile catturare più di 400 delle 493 specie di Pokémon (delle quali 107 sono introdotte da questi due titoli). I restanti potranno essere trasferiti (non scambiati, per problemi di retrocompatibilità), per un massimo di 6 al giorno, usando una particolare opzione disponibile nel menù principale del gioco. Alcuni Pokémon possono essere catturati all'interno di Sinnoh inserendo la cartuccia di un videogioco della terza generazione nell'apposito slot del DS.
Ogni videogioco presenta 13 Pokémon non reperibili nell'altra versione. Inoltre 48 Pokémon delle versioni precedenti sono ottenibili esclusivamente tramite il Parco Amici (Pal Park). Un Pokémon trasferito dal Game Boy Advance al DS non potrà più essere oggetto di scambio con un videogioco della terza generazione.
Una nuova caratteristica introdotta è la Nintendo Wi-Fi Connection, che permette, recandosi al piano seminterrato di un Centro Pokémon, di effettuare battaglie o scambi con altri giocatori dotati di router o di Nintendo Wi-Fi USB Connector (una chiave USB Wi-Fi) in tutta la rete mondiale.
Inoltre, con l'introduzione dei sotterranei (raggiungibili con l'ausilio del nuovo strumento Esplorokit), è possibile sfidare altri giocatori in minigiochi ambientati nel sottosuolo tramite l'utilizzo della connessione wireless.
In sostituzione del PokéGear e del PokéNav è stato implementato il PokéKron (in inglese Pokétch, Pokémon Watch), un orologio dotato di funzioni aggiuntive come il contapassi, una calcolatrice (ad ogni pulsante corrisponde il verso di un Pokémon), una mappa della regione e varie funzioni per gestire l'allenamento e l'allevamento dei Pokémon. Le funzioni sono in totale 25, quattro delle quali presenti nello strumento. Le restanti vengono acquisite nel corso del gioco, come avveniva nel PokéGear. Alcune funzioni sono disponibili solamente partecipando a speciali eventi organizzati dalla Nintendo, ad esempio il Pokémon Day.
Altra caratteristica è la presenza delle fasi del giorno, introdotte in Pokémon Oro e Argento e non presenti nei videogiochi della terza generazione. Al contrario dei titoli della seconda generazione, il giorno è visibilmente diviso in 5 parti: mattina, giorno, pomeriggio, sera, notte. L'orologio è regolato in base a quello della console.
Il gioco è in 3D, in terza persona, con la telecamera posta in alto rispetto al giocatore, superando il limite della bidimensionalità dei videogiochi delle generazioni precedenti.
Vengono introdotti anche i Poffin, in sostituzione alle Pokémelle presenti nei videogiochi della terza generazione, e sono state aggiunte 21 nuove categorie di bacche.
È stata inoltre nuovamente rivoluzionata la divisione dello Zaino del protagonista con l'introduzione di tre nuove tasche: Rimedi, Messaggi e Strumenti Lotta. La prima è in grado di ospitare oggetti curativi, come Pozioni ed Elisir, mentre la terza viene utilizzata per gli strumenti come Attacco X, Difesa X, Supercolpo e Superguardia.

## Sviluppo
Pokémon Diamante e Perla sono stati sviluppati da Game Freak, con Jun'ichi Masuda alla direzione del gioco. La musica del gioco è stata realizzata da Hitomi Sato e Jun'ichi Masuda sotto la supervisione di Go Ichinose, mentre alcune fanfare sono state composte da Morikazu Aoki. Secondo Tsunekazu Ishihara di The Pokémon Company, i giochi erano stati progettati pensando alle caratteristiche uniche del DS, come le funzionalità Wi-Fi e lo slot per le cartucce del Game Boy Advance.  I pulsanti di comando nella schermata di battaglia sono stati realizzati grandi e codificati a colori, cosa che, secondo Masuda, avrebbe facilitato il gameplay per i giocatori incapaci di leggere. Inoltre, l'interfaccia touchscreen è stata progettata per incoraggiare i giocatori a usare le dita anziché lo stilo per manipolare lo schermo. Sebbene la maggior parte della grafica sia in 2D, alcuni degli elementi di sfondo sono in 3D. La decisione di mantenere la grafica 2D ha suscitato critiche, alle quali Tsunekazu Ishihara ha risposto affermando che si voleva "mantenere l'idea originale che Pokémon fosse un gioco da giocare su questa grande mappa" e ha spiegato che fisicamente, i giochi erano in tre dimensioni ma erano progettati per "mantenere la sensazione originale del gioco". Rispondendo alle critiche sull'uso dei codici amico, Ishihara ha spiegato che si trattava di una misura di sicurezza adottata per garantire che i giocatori non fossero in grado di usare la chat vocale con estranei tramite la Wi-Fi Connection. Nintendo rilasciò una dichiarazione che descriveva in dettaglio i problemi riscontrati nelle versioni giapponesi di Diamante e Perla. I glitch causarono il blocco dei giocatori in un muro di gioco o la perdita dei dati salvati. Nintendo rese pertanto disponibili patch ad alcuni rivenditori in Giappone al fine di correggere questi problemi.

## Accoglienza
| Testata                  | Versione | Giudizio |
| ------------------------ | -------- | -------- |
| Metacritic (media al)    | -        | 85/100   |
| 1UP.com                  | -        | A-       |
| Computer and Video Games | -        | 8,1/10   |
| Eurogamer                | -        | 9/10     |
| Famitsū                  | -        | 35/40    |
| GameSpot                 | Perla    | 8,5/10   |
| GameSpy                  | Perla    | 7,5/10   |
| GameZone                 | Perla    | 8,5/10   |
| IGN                      | Diamante | 8,5/10   |
| Nintendo Power           | -        | 9/10     |

Pokémon Diamante e Perla hanno riscosso un ottimo successo in Giappone. Con due milioni di copie vendute ad una settimana dal lancio del gioco, il titolo ha superato il record, precedentemente ottenuto da New Super Mario Bros., di gioco per Nintendo DS con maggior numero di copie vendute in minor tempo possibile. In soli 46 giorni il numero di unità ha superato i 3 milioni di copie vendute, arrivando a 5 milioni al termine del 2006. Questo risultato supera i precedenti successi ottenuti dagli altri titoli della serie Pokémon. A livello mondiale i due titoli superano le 15 milioni di copie vendute.

## Remake
Il 26 febbraio 2021 vengono annunciati i remake di Pokémon Diamante e Perla per Nintendo Switch. La data di pubblicazione di Pokémon Diamante Lucente e Pokémon Perla Splendente è stata fissata al 19 novembre 2021.